# Aprusia vestigator
Espèce
Synonymes
- Ischnothyreus vestigator Simon, 1893

Aprusia vestigator est une espèce d'araignées aranéomorphes de la famille des Oonopidae.

## Distribution
Cette espèce est endémique du Sri Lanka.

## Description
Le mâle décrit par Grismado, Deeleman et Baehr en 2011 mesure 1,82 mm et la femelle 2,20 mm.

## Publication originale
- Simon, 1893 : Études arachnologiques. 25e Mémoire. XL. Descriptions d'espèces et de genres nouveaux de l'ordre des Araneae. Annales de la Société Entomologique de France, vol. 62, p. 299-330 (texte intégral).